# Embolizzazione

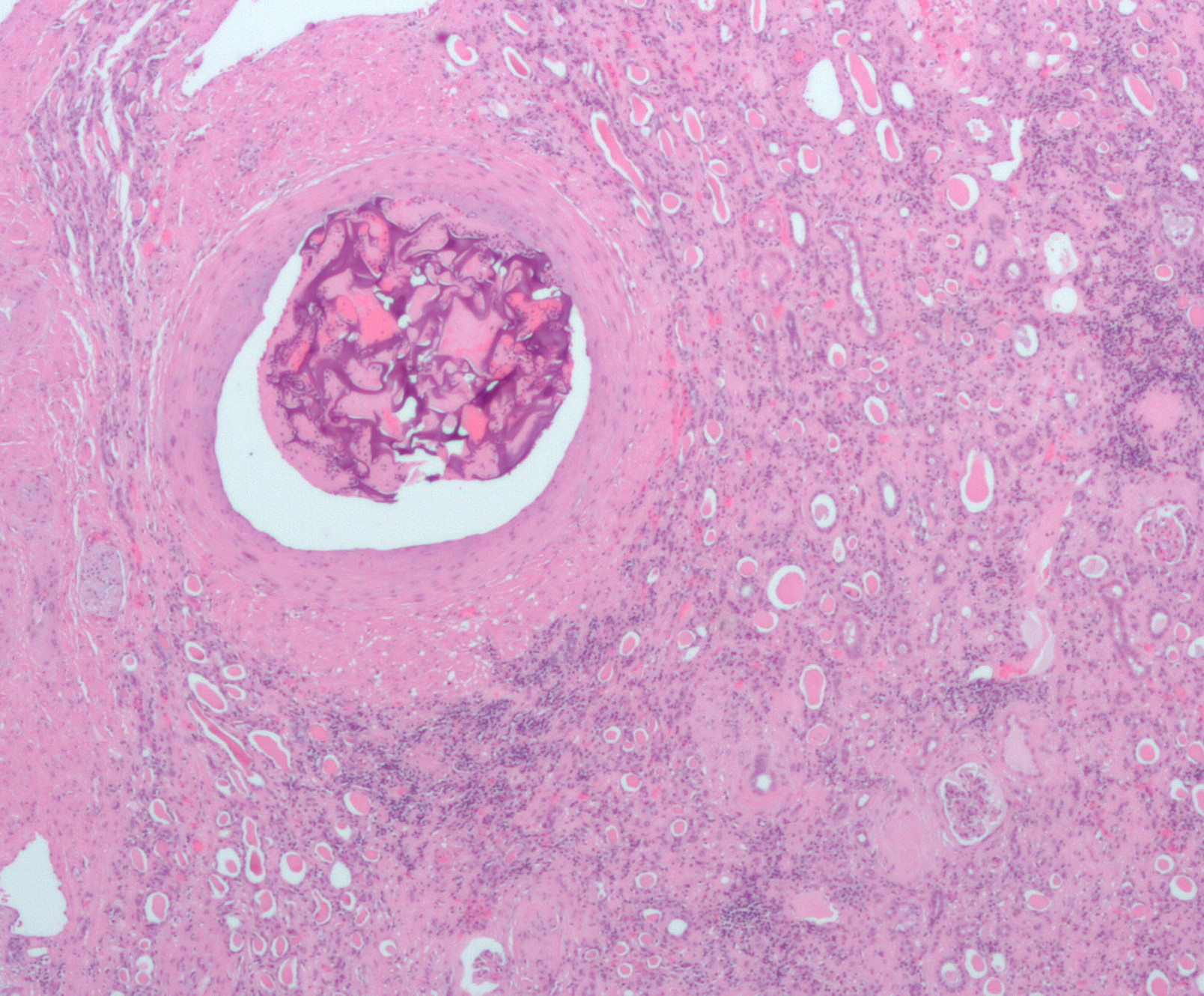
Microfotografia di materiale embolico in una arteria del rene. Il rene è stato asportato chirurgicamente a causa di un tumore.

L'embolizzazione è una procedura non-chirurgica, minimamente invasiva, di radiologia interventistica. Consiste nell'occlusione selettiva di vasi sanguigni grazie all'introduzione di emboli.

## Descrizione
L'embolizzazione consiste nell'occlusione di un vaso arterioso o venoso. Si ottiene mediante l'uso di agenti meccanici definitivi o temporanei quali: coaguli autologhi, alcool polivinilico, materiale spongioso, colla chirurgica o spirali metalliche. Questi vengono introdotti attraverso cateteri per via endovascolare o attraverso puntura diretta della lesione.

## Indicazioni
L'embolizzazione viene praticata in caso di emorragie acute, malformazioni artero-venose, fistole artero-venose, aneurismi o pseudoaneurismi, angiomi, tumori maligni o benigni ipervascolari, varicocele maschile o femminile, ipersplenismo, fibromi uterini.